# European League of Football 2021.
European League of Football (ELF) je svoje prvo izdanje imala 2021. godine. 
 
Sudjelovalo je osam klubova iz tri zemlje. 
Prvi prvak ELF-a je postala momčad "Frankfurt Galaxy". 

## Sustav natjecanja
Osam klubova je podijeljeno u dvije divizije - "Sjevernu" (engl. North Division) i "Južnu" (eng. South Division). U ligaškom dijelu kroz 12 kola svaki klub odigra deset utakmica - dvije protiv svakog kluba iz svoje divizije, te po dvije protiv dva kluba iz druge divizije. Po završetku ligaškog dijela, po dva najbolje plasirana kluba iz svake divizije igraju doigravanje, te igraju za prvaka divizije. Pobjednici divizijskih susreta doigravanja igraju završnu utakmicu - "ELF Championship Game".

## Sudionici
| klub               | sjedište           | stadion                                                    | napomene          |
| Sjeverna divizija  | Sjeverna divizija  | Sjeverna divizija                                          | Sjeverna divizija |
| ------------------ | ------------------ | ---------------------------------------------------------- | ----------------- |
| Berlin Thunder     | Berlin             | Olympiapark-Amateurstadion Friedrich-Ludwig-Jahn-Sportpark |                   |
| Hamburg Sea Devils | Hamburg            | Stadion Hoheluft                                           |                   |
| Leipzig Kings      | Leipzig            | Alfred-Kunze-Sportpark                                     |                   |
| Panthers Wrocław   | Wrocław            | Stadion Olimpijski                                         |                   |
|                    |                    |                                                            |                   |
| Južna divizija     |                    |                                                            |                   |
| Barcelona Dragons  | Barcelona Reus     | Estadio Camp Nou Municipal, Reus                           |                   |
| Cologne Centurions | Köln               | Südstadion Ostkampfbahn                                    |                   |
| Frankfurt Galaxy   | Frankfurt na Majni | PSD Bank Arena                                             |                   |
| Stuttgart Surge    | Stuttgart          | Gazi-Stadion auf der Waldau                                |                   |

## Rezultati i ljestvica

### Ligaški dio

#### Ljestvica
| Sjeverna divizija | Sjeverna divizija  | Sjeverna divizija | Sjeverna divizija | Sjeverna divizija | Sjeverna divizija | Sjeverna divizija | Sjeverna divizija | Sjeverna divizija | Sjeverna divizija | Sjeverna divizija | Sjeverna divizija |
| mj.               | klub               | ut                | pob               | por               | poen+             | poen-             | raz               | post.             | divizija          |                   |                   |
| ----------------- | ------------------ | ----------------- | ----------------- | ----------------- | ----------------- | ----------------- | ----------------- | ----------------- | ----------------- | ----------------- | ----------------- |
| 1.                | Hamburg Sea Devils | 10                | 7                 | 3                 | 274               | 178               | +96               | 0,700             | 4-2               | doigravanje       |                   |
| 2.                | Panthers Wrocław   | 10                | 6                 | 4                 | 314               | 259               | +55               | 0,600             | 5-1               | doigravanje       |                   |
| 3.                | Leipzig Kings      | 10                | 5                 | 5                 | 295               | 320               | -25               | 0,500             | 3-3               |                   |                   |
| 4.                | Berlin Thunder     | 10                | 3                 | 7                 | 228               | 296               | -68               | 0,300             | 0-6               |                   |                   |

| Južna divizija | Južna divizija     | Južna divizija | Južna divizija | Južna divizija | Južna divizija | Južna divizija | Južna divizija | Južna divizija | Južna divizija | Južna divizija | Južna divizija |
| mj.            | klub               | ut             | pob            | por            | poen+          | poen-          | raz            | post.          | divizija       |                |                |
| -------------- | ------------------ | -------------- | -------------- | -------------- | -------------- | -------------- | -------------- | -------------- | -------------- | -------------- | -------------- |
| 1.             | Frankfurt Galaxy   | 10             | 9              | 1              | 357            | 132            | +225           | 0,900          | 6-0            | doigravanje    |                |
| 2.             | Cologne Centurions | 10             | 5              | 5              | 320            | 365            | -45            | 0,500          | 3-3            | doigravanje    |                |
| 3.             | Barcelona Dragons  | 10             | 3              | 7              | 237            | 277            | -40            | 0,300          | 2-4            |                |                |
| 4.             | Stuttgart Surge    | 10             | 2              | 8              | 157            | 355            | -198           | 0,200          | 1-5            |                |                |

#### Rezultatska križaljka
Igrano od 19. lipnja do 5. rujna 2021. 
| divizija                                                               | kratica | klub               | Sjeverna | Sjeverna | Sjeverna | Sjeverna |       | Južna | Južna | Južna | Južna |
| divizija                                                               | kratica | klub               | BER      | HAM      | LEI      | PAN      | COL   | FRA   | STU   | BAR   |       |
| Sjeverna                                                               | BER     | Berlin Thunder     |          | 20:28    | 27:37    | 26:45    |       |       | 40:19 | 19:3  |       |
| Sjeverna                                                               | HAM     | Hamburg Sea Devils | 44:6     |          | 17:18    | 24:30    |       | 17:15 |       | 22:17 |       |
| Sjeverna                                                               | LEI     | Leipzig Kings      | 37:24    | 0:55     |          | 13:21    | 47:48 |       | 49:23 |       |       |
| Sjeverna                                                               | PAN     | Panthers Wrocław   | 35:12    | 23:26    | 54:28    |          | 55:39 | 7:36  |       |       |       |
|                                                                        |         |                    |          |          |          |          |       |       |       |       |       |
| Južna                                                                  | COL     | Cologne Centurions |          |          | 24:42    | 33:31    |       | 20:41 | 19:9  | 40:12 |       |
| Južna                                                                  | FRA     | Frankfurt Galaxy   |          | 35:9     |          | 22:13    | 45:7  |       | 57:3  | 42:22 |       |
| Južna                                                                  | STU     | Stuttgart Surge    | 0:38     |          | 27:24    |          | 23:39 | 20:42 |       | 12:30 |       |
| Južna                                                                  | BAR     | Barcelona Dragons  | 48:16    | 14:32    |          |          | 60:51 | 14:22 | 17:21 |       |       |
|                                                                        |         |                    |          |          |          |          |       |       |       |       |       |
| podebljan rezultat - 1. utakmica između klubova OT - nakon produžetala |         |                    |          |          |          |          |       |       |       |       |       |

### Doigravanje

#### Divizijske utakmice
Poluzavršnica ELF-a
| Divizija | Datum           | Mjesto odigravanja, stadion        | Domaći sastav      | Rezultat | Gostujući sastav   | Napomene | Izvještaji                                                                  |
| -------- | --------------- | ---------------------------------- | ------------------ | -------- | ------------------ | -------- | --------------------------------------------------------------------------- |
| Južna    | 11. rujna 2021. | Frankfurt na Majni, PSD Bank Arena | Frankfurt Galaxy   | 36:8     | Cologne Centurions |          | [neaktivna poveznica],                                                      |
| Sjeverna | 12. rujna 2021. | Hamburg, Stadion Hoheluft          | Hamburg Sea Devils | 30:27    | Panthers Wrocław   |          | Arhivirana inačica izvorne stranice od 22. veljače 2022. (Wayback Machine), |

#### ELF Championship Game
| Datum           | Mjesto odigravanja, stadion    | Sastav 1           | Rezultat | Sastav 2         | Napomene                       | Izvještaji                                                                  |
| --------------- | ------------------------------ | ------------------ | -------- | ---------------- | ------------------------------ | --------------------------------------------------------------------------- |
| 26. rujna 2021. | Düsseldorf, Merkur Spiel-Arena | Hamburg Sea Devils | 30:32    | Frankfurt Galaxy | "Frankfurt Galaxy" prvak EFL-a | Arhivirana inačica izvorne stranice od 22. veljače 2022. (Wayback Machine), |

## Vanjske poveznice
- (engl.) europeanleague.football
- (njem.) football-aktuell.de, ELF